# Lešť
Lešť é um município da Eslováquia, situado no distrito de Zvolen, na região de Banská Bystrica. Tem 145,59 km² de área e sua população em 2018 foi estimada em 35 habitantes. Atualmente, é onde fica localizado o Centro de Treinamento Militar de Lešť.

## Demografia
| Ano:        | 1994 | 2004    | 2014    | 2024    |
| ----------- | ---- | ------- | ------- | ------- |
| Broj ljudi: | 213  | 158     | 97      | 28      |
| Razlika:    |      | -25,82% | -38,60% | -71,13% |

| Ano:               | 2023 | 2024   |
| ------------------ | ---- | ------ |
| Número de pessoas: | 27   | 28     |
| Diferença:         |      | +3,70% |